# Pitcher Plant
Pitcher Plant of A New Pitcher Plant from the Limestone Mountains of Sarawak, Borneo is een schilderij van de Britse biologe en kunstschilder Marianne North, dat tot de collectie van de Kew Gardens te Londen behoort. Het beeldvlak wordt vrijwel geheel gevuld met twee vangbekers, met op de achtergrond een berglandschap op Borneo. Het schilderij leidde tot de ontdekking van Nepenthes northiana, een bekerplant die alleen voorkomt op dit eiland.

## Achtergrond
Na de dood van haar vader in 1869 besloot Marianne North om haar leven te wijden aan het schilderen van planten. Zij reisde de wereld rond en koos allerlei tropische planten als motief voor haar schilderijen. Op Borneo ontving North een klimplant met vangbekers uit Sarawak. Ze hing de plant op aan haar veranda en schilderde een boven- en een onderbeker.

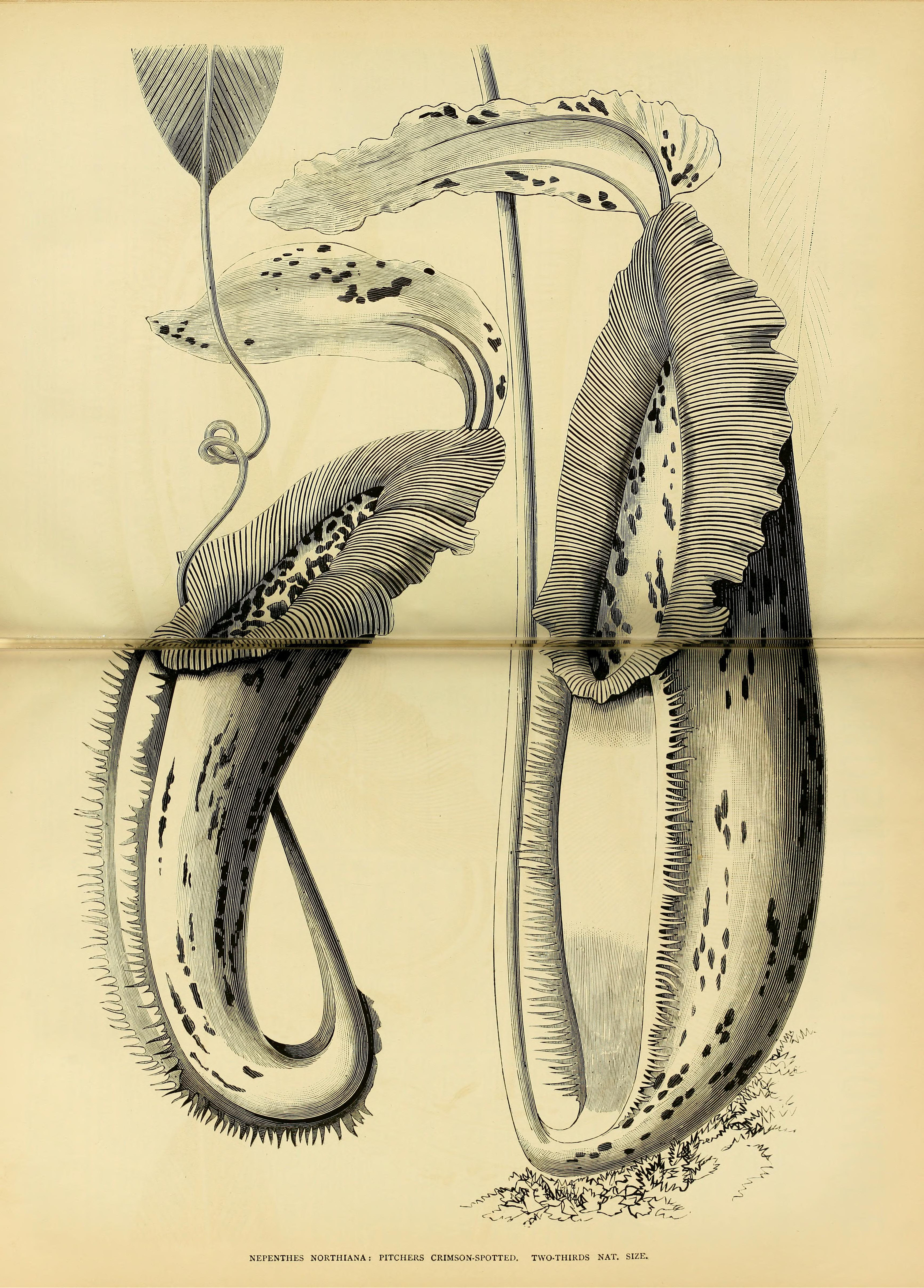
Nepenthes northiana in The Gardeners' Chronicle

Harry Veitch, directeur van James Veitch and Sons, kreeg het schilderij onder ogen en zag dat het om een nog onbeschreven soort ging. Hij stuurde Charles Curtis in 1880 naar Borneo om een specimen naar Engeland te halen. In 1881 maakte de botanicus Joseph Dalton Hooker de eerste formele beschrijving en noemde de plant Nepenthes northiana, een eerbetoon aan Marianne North. Hij publiceerde zijn beschrijving in The Gardeners' Chronicle, samen met een gravure van het schilderij. Hooker memoreerde:

The specimen from which Miss North's drawing was made was procured by Mr. Herbert Everett of the Borneo Company, who "traversed pathless forests amid snakes and leeches to find and bring it down to the artist." "Only those," writes Miss North, "who have been in such places can understand the difficulties of progress there. The specimens grew on the branches of a tree about 1000 feet above the sea on the limestone mountains of Sarawak. When I received them I tied them in festoons all round the verandah, and grumbled at having only one small half-sheet of paper left to paint them on."

North stopte in 1885 met reizen en schonk haar botanische schilderijen aan de Kew Gardens. Pitcher Plant en haar andere werken zijn te bezichtigen in The Marianne North Gallery. Ze beschreef de totstandkoming van het schilderij en de ontdekking van de nieuwe soort in haar autobiografie Recollections of a Happy Life, waarvan de eerste editie is voorzien van een vergulde weergave van het schilderij.